# Bedwetters
I Bedwetters sono un gruppo musicale estone formato nel 2004 a Pärnu. La band vanta la vittoria del titolo di New Sound of Europe agli MTV Europe Music Awards 2007.

## Storia del gruppo
I Bedwetters si sono formati nel 2004 in Estonia dall'idea di Joosep Jarvesaar e Mihkel Mottus.
Nella primavera del 2007 il gruppo è venuto a sapere di un concorso nazionale, promosso dalla Zen Mobile Phone Card, per artisti emergenti, e ha deciso di parteciparvi. Il premio in palio per i vincitori di questo concorso era la realizzazione di un video musicale e quindi i Bedwetters, usciti vincitori, hanno ottenuto la possibilità di realizzare il loro primo video professionale per la canzone Dramatic Letter to Conscience. A questo concorso ne hanno fatto seguito altri che hanno permesso alla band di farsi conoscere in Estonia.
Nell'autunno del 2007 hanno partecipato agli MTV Europe Music Awards, primo gruppo estone nella storia della manifestazione. Sono stati candidati nella nuova categoria New Sound of Europe di cui sono risultati i vincitori, ottenendo vasta eco internazionale.
Il 20 aprile 2009, dopo due anni di gestazione, i Bedwetters hanno dato alla luce il loro album di debutto dal nome Meet the Fucking Bedwetters, composto da 14 tracce.
Nel 2013 hanno annunciato che il gruppo si sarebbe sciolto, e hanno tenuto il loro ultimo concerto nella loro città di origine, Pärnu, il 31 maggio dello stesso anno. Dopo una pausa di 9 anni, nel 2022 i Bedwetters sono tornati in attività, pubblicando tre nuovi singoli. Alla fine dello stesso anno è stata confermata la loro partecipazione all'Eesti Laul 2023, festival canoro che ha selezionato il rappresentante estone all'Eurovision Song Contest 2023, dove hanno presentato l'inedito Monsters, classificandosi terzi.

## Formazione
- Joosep Järvesaar – voce
- Mihkel Mõttus – chitarra
- Karl-Kristjan Kingi – batteria e voce
- Rauno Kutti – chitarra
- Kaspar Koppel – basso

## Discografia

### Album in studio
- 2009 – Meet the Fucking Bedwetters

### Singoli
- 2007 – Dramatic Letter to Conscience
- 2008 – So Long Nanny
- 2009 – Long.Some.Distance
- 2022 – Miss Hurricane
- 2022 – I'm Not Alright (con i Cartoon)
- 2022 – Hateology (Calling Me Out)